# Ducado de Nápoles
O Ducado de Nápoles (em latim: Ducatus Neapolitanus; em italiano: Ducato di Napoli) foi um Estado medieval da península Itálica que de início era uma província bizantina constituída no século VII, nos reduzidos domínios costeiros que os lombardos não conquistaram durante a invasão da Itália no século VI. Foi governado por um comandante militar (duque) e pelo século IX tornou-se de facto independente, existindo até 1137, quando seu último duque, Sérgio VII (r. 1120/23–1137), foi derrotado e o território anexado pelo Reino da Sicília.